# ブルネイ通貨金融庁
ブルネイ通貨金融庁（ブルネイ つうか きんゆうちょう、マレー語: Autoriti Monetari Brunei Darussalam、略称：AMBD）は、ブルネイ財務省の管轄下に置かれている省庁。ブルネイ・ダルサラーム国には中央銀行はなかったが、2011年1月1日のブルネイ通貨金融庁の発足により、初めての中央銀行となった。

## 歴史
ブルネイ通貨委員会（BCB）は1967年6月12日に設置され、マラヤ・英領ボルネオ・ドル（Malaya and British Borneo dollar）に代わる新通貨「ブルネイ・ドル」を導入した。ブルネイはマレーシアやシンガポールと通貨協定を結んでおり、1973年5月8日にマレーシアが協定を破棄するまでこの3国間で等価交換されていた。マレーシアの協定破棄後もブルネイとシンガポールの通貨共通使用の合意は維持された。2007年6月27日に両国は通貨等価交換40周年を祝し、共同で20ドル紙幣を発行した。
更に、2017年7月には通貨等価交換50周年を祝う両国の50ドル記念紙幣を発行した。
ブルネイ通貨委員会は2004年2月1日に解散し、通貨金融令（Currency and Monetary Order）第3条1項の規定に基づきブルネイ通貨金融委員会（Brunei Currency and Monetary Board、略称：BCMB）が発足した。さらに2011年1月1日に組織の改組が行われ、ブルネイ通貨金融委員会はブルネイ通貨金融庁に統合された。

## 業務
- 通貨の発行と管理（BCMBより継承）[1]
- 金融関連の規制の整備（ブルネイ財務省金融機関局｛Financial Institution Division、FID｝より継承）[1]
- 国内の金融機関の監督（FIDより継承）[1]

## 旧・通貨金融委員会の組織
- 財務大臣兼ブルネイ通貨金融委員会委員長

ハサナル・ボルキア
- 委員

ダト・パドゥカ・アワン・ハジ・アリー・ビン・アポン（Dato Paduka Awang Haji Ali bin Apong） - 前ブルネイ財務省長官
アワン・ハジ・モホド・アミン・リュウ・ビン・アブドゥラー（Dr. Awang Haji Mohd Amin Liew bin Abdullah） - 財務省ブルネイ投資庁専務理事
ダティン・パドゥカ・ダヤン・マグダレネ・チョン（Datin Paduka Dayang Magdalene Chong） - 総理府法務官室法務次官
ダト・パドゥカ・ハジ・ジュナイディ・ビン・ペヒン・オラン・カヤ・ペケルマ・セティア・ダト・パドゥカ・ハジ・ハシム（Dato Paduka Haji Junaidi bin Pehin Orang Kaya Pekerma Setia Dato Paduka Haji Hashim） - バダン・タンミア・ハルタ・イスラム評議会議長